# Пальмолі
Пальмолі (італ. Palmoli) — муніципалітет в Італії, у регіоні Абруццо, провінція К'єті.
Пальмолі розташоване на відстані близько 175 км на схід від Рима, 110 км на південний схід від Л'Аквіли, 60 км на південний схід від К'єті.
Населення — 954 особи (2014).

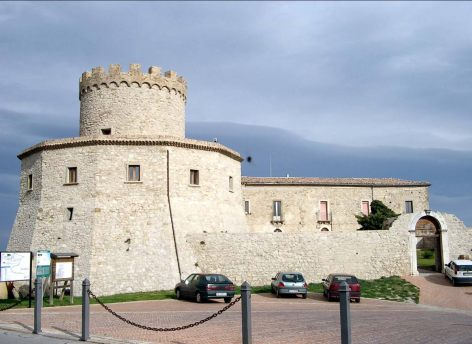

Щорічний фестиваль відбувається 14 лютого. Покровитель — святий Валентин.

## Демографія
Населення за роками:

Станом на 1 січня 2023 року в муніципалітеті офіційно проживало 75 іноземців з 19 країн, серед них 25 громадян країн Євросоюзу.

## Сусідні муніципалітети
- Карункьо
- Челенца-суль-Триньйо
- Дольйола
- Фрезаграндінарія
- Фурчі
- Лішія
- Сан-Буоно
- Туфілло